# Sneis (Viðoy)
Sneis è una montagna alta 634 metri sul mare situata sull'isola di Viðoy, nell'arcipelago delle Isole Fær Øer, in Danimarca.